# 三木敏
三木 敏（みき さとし、1907年〈明治40年〉12月19日 - 没年不明）は、日本の実業家。三木興業会長。三木商店合名会社代表社員。ナニワ電球工業監査役。

## 経歴
兵庫県姫路市・牛尾梅吉の二男。祖母・三木みなの養子となり1915年、家督を相続する。1932年、京都帝国大学法学部卒業。野村銀行本店に入り、1936年6月に退社し同年7月に三木商店を設立、代表社員に就任する。

## 人物
三木政夫の養兄である。趣味は園芸、スポーツ、洋楽。宗教は仏教、真宗。住所は兵庫県武庫郡精道村東芦屋、打出字原田（現・芦屋市）。

## 家族・親族
三木家
- 弟
  - 政夫（1910年 - ？、三木興業取締役[4][7]、牛尾梅吉の庶子[8]） - 住所は兵庫県武庫郡瓦木村甲子園口[7]。宗教は真宗[7]。
  - 五郎（1913年 - ？、三木興業監査役[4]、牛尾梅吉の庶子[8]）
- 養姉・すえの（1881年 - ？、兵庫、宮地賢吉の二女）[2][7]
  - 同養子・忠夫（1918年 - ？、資産家）[7] - 住所は兵庫県芦屋市打出原田[7]。宗教は真宗[7]。
- 妻（1911年あるいは1912年[注 1] - ？、岡山、松田雅太郎の長女）[2]

親戚
- 父・牛尾梅吉（牛尾合資会社代表社員、仲介業、資産家、姫路銀行頭取）
- 兄・牛尾健治（牛尾合資会社代表社員、神戸銀行副頭取）